# Timbaúba dos Batistas
Timbaúba dos Batistas es un municipio en el estado de Rio Grande do Norte (Brasil), localizado en la región del Seridó. Considerado uno de los menores municipios del estado, teniendo un área urbana de apenas 75 km², distante 282 km de la capital Natal. Es conocida por la excelencia en la producción de los bordados típicos del Seridó.
Está localizado en la microrregión del Seridó Occidental o zona homogénea de Caicó. Su área territorial total es de 135 km², el que equivale al 0,27% del territorio estatal.
Posee un clima semiárido, con estación lluviosa en otoño y período lluvioso de febrero a mayo

## Hidrografía
El municipio está totalmente inserto en la cuenca hidrográfica Piranhas-Açu. Siendo sus arroyos principales: Volta, Tapuio y Caraibeira. Su principal represa es la Vida Nueva, localizada en el lecho del Arroyo del Volta.